# Todisoa Rakotonantoandro
Todisoa Simon François Rakotonantoandro (ur. 1992) – madagaskarski zapaśnik walczący w stylu wolnym. 
Zajął jedenaste miejsce na mistrzostwach Afryki w 2018. Srebrny medalista igrzysk Wysp Oceanu Indyjskiego w 2023 roku.